# Periostio
Il periostio è una guaina connettivale (connettivo denso) riccamente vascolarizzata che riveste il tessuto osseo. 

## Struttura
Il periostio si compone di due strati: 
- uno "strato esterno" (strato fibroso), fibroso e povero di cellule ma ricco di vasi
- uno "strato profondo" (strato cambiale o strato di Ollier) estesamente vascolarizzato, ricco di cellule quali fibroblasti, macrofagi, condroclasti e alcune fibre elastiche.

Le cellule dello "strato profondo", normalmente quiescenti (indistinguibili dai comuni fibroblasti), possono riprendere la loro attività proliferativa dando luogo ad uno strato epitelioide di cellule osteogeniche, cellule staminali con capacità di differenziamento in osteoblasti nel corso di processi riparativi di fratture. Lo "strato esterno" è caratterizzato da numerosi vasi che, attraversato lo "strato profondo", s'inseriscono nell'osso penetrando nei canali di Volkmann, dai quali possono raggiungere i canali di Havers. In questo strato si possono riconoscere anche numerosi fasci di fibre collagene (e, in alcuni casi, fibre elastiche). Queste fibre, dette fibre di Sharpey o fibre perforanti, attraversato lo "strato profondo" del periostio, s'inseriscono perpendicolarmente nelle lamelle del sistema circonferenziale esterno e dei sistemi interstiziali, costituendo un valido ancoraggio del periostio al sottostante tessuto osseo.

## Capacità rigenerative
Il periostio è sede delle cellule staminali del periostio (Pcs), una popolazione cellulare recentemente studiata. Queste cellule sono all'apice della cascata differenziativa, essendo in grado di produrre sia cellule con capacità di ossificazione endocondrale sia intramembranosa. La selettiva disattivazione di questo tipo di cellule, ha portato alla netta diminuzione della velocità di riparazione dell'osso in seguito a frattura. Anche a livelli basali, si è osservata una diminuzione della velocità di formazione dell'osseo, instaurando un meccanismo compensativo da parte delle cellule dell'endostio. Nonostante ciò, l'osso presentava comunque errori di formazione. Nonostante nel periostio l'ossificazione principale sia la intramembranosa, le PCs sono anche in grado di produrre un tipo di cellule CTSK-mGFP, con attività di ossificazione endocondrale. Questo tipo di plasticità differenziativa, può essere indotta da uno stress, come una frattura. Le cellule CTSK-mGFP contribuiscono a circa la metà dei condrociti presenti nel callo osseo, presente in seguito ad una frattura